# Sumbiarhólmur
Sumbiarhólmur és un illot situat enfront de la costa sud-occidental de l'illa de Suðuroy, a les illes Fèroe. Té una extensió de 7 ha, cosa que el converteix en el sisè illot més gran de l'arxipèlag. El seu punt més alt es troba a 21 metres sobre el nivell del mar, en un puig anomenat Grunnabarð. Sumbiarhólmur està acompanyat d'una vintena d'illots i roques més agrupats a la seva costa oest.
La zona és força accidentada i ha estat tradicionalment lloc d'enfonasment de vaixells. Sumba es troba just enfront de l'illot, i això ha servit perquè els seus habitants hi guardin les ovelles durant la temporada d'estiu.